# Билаонова, Долорес-Луиза Николаевна

Мемориальная доска на доме № 15, улица Коцоева, Владикавказ

Долоре́с-Луи́за Никола́евна Билао́нова (осет. Билаонты Долорес; 11 ноября 1937 , пос. Бурон, Алагиро-Ардонский район, Северо-Осетинской АССР — 31 мая 2009 , Москва) — советская и российская оперная певица (лирико-драматическое сопрано), педагог. Народная артистка России (1996).

## Биография
Училась в Орджиникидзевском музыкальном училище у оперной певицы Фриды Вениаминовны Нусиновой, возглавлявшей вокальное отделение и создавшей осетинскую вокальную школу. В 1964 году окончила вокальное отделение Московского музыкально-педагогического института имени Гнесиных, училась вместе с Иосифом Кобзоном, с которым долгие годы дружила. Три года работала в Большом театре, затем — артисткой Северо-Осетинского государственного театра оперы и балета, Музыкального театра.
Наиболее ярко её талант раскрылся в осетинских операх «Азау» (Азау), «Оллана» (Оллана), «Коста» (мать сирот), «Ханты цагъд» (Кошерхан), а также в произведениях из репертуара мировой оперной классики — Тамара («Демон»), Амелия («Бал-маскарад»), Сантуцца («Сельская честь»), Графиня («Пиковая дама»), Чио-Чио-сан, Тоска, Аида. Исполняла народные песни, и песни советских осетинских композиторов.
С 1988 года, не прекращая работы в театре, преподавала на вокальном отделении Владикавказского колледжа искусств имени В. А. Гергиева.
Похоронена на Аллее славы Владикавказа.
Память
- В её честь названа улица во Владикавказе;
- 11 ноября 2017 года на доме № 15 по улице Коцоева во Владикавказе была установлена мемориальная доска (авторы: скульптор Ибрагим Хаев, художник Элисо Чигоева[3]).
- 11 ноября 2022 года на здании Владикавказского колледжа искусств имени Валерия Гергиева (ул. Карла Маркса, д. 66) была установлена мемориальная доска[4].

## Партии
- Кармен («Кармен» Ж. Бизе)
- Тоска («Тоска» Дж. Пуччини)
- Анна, Мать сирот («Коста» Х. Плиев)
- Сантуцца («Сельская честь» П. Масканьи)
- Амелия («Бал-маскарад» Дж. Верди)
- Аида («Аида» Дж. Верди)
- Кошерхан («Ханты цагъд» Д. Хаханов)
- Азау («Азау» И. Габараев)
- Оланна («Оланна» И. Габараев)
- Тамара («Демон» А. Рубинштейн)
- Чио-Чио-сан («Чио-Чио-сан» Дж. Пуччини)
- Графиня («Пиковая дама» П. Чайковский)

## Награды и звания
- Медаль «Во Славу Осетии» (2008)
- Народная артистка Южной Осетии (2008)
- Народная артистка России (1996)
- Заслуженная артистка РСФСР (1978)
- Народная артистка Северо-Осетинской АССР